# Father Mother Sister Brother
Father Mother Sister Brother (engl. für „Vater Mutter Schwester Bruder“) ist eine Tragikomödie von Jim Jarmusch. Der Film mit Cate Blanchett, Adam Driver, Sarah Greene, Mayim Bialik, Charlotte Rampling, Vicky Krieps, Indya Moore und Tom Waits in den Hauptrollen wird als Triptychon beschrieben, das drei verschiedene Geschichten erzählt, die in verschiedenen Ländern spielen und sich um die Beziehungen zwischen erwachsenen Geschwistern, ihren Eltern und untereinander drehen. Der Film soll Ende August 2025 bei den Internationalen Filmfestspielen von Venedig seine Premiere feiern, wo er im Hauptwettbewerb um den Goldenen Löwen gezeigt wird. Anfang Januar 2026 soll er in die französischen Kinos kommen.

## Handlung
Der erste Teil Father spielt an der Ostküste im Nordosten der USA, Mother in Dublin und Sister, Brother in Paris.
Entfremdete Geschwister treffen sich nach Jahren der Trennung wieder und sind gezwungen, sich ungelösten Spannungen zu stellen und ihre angespannten Beziehungen zu ihren Eltern neu zu bewerten, von denen sie sich emotional genauso distanziert haben, wie untereinander.

## Produktion

### Filmstab und Besetzung
Regie führte Jim Jarmusch, der auch das Drehbuch schrieb. Zu seinen bekannten früheren Filmen gehören Stranger than Paradise,  Down by Law, Broken Flowers, Ghost Dog – Der Weg des Samurai, Only Lovers Left Alive und Paterson. Mit dem brasilianischen Filmeditor Affonso Gonçalves arbeitete Jarmusch in der Vergangenheit regelmäßig zusammen.
Adam Driver und Mayim Bialik spielen die in den USA lebenden Geschwister Jeff und Emily und Tom Waits ihren Vater, den sie in New Jersey besuchen. Cate Blanchett und die luxemburgisch-deutsche Schauspielerin Vicky Krieps spielen die Schwestern Lilith und Timothea, die in Dublin ihre von der Britin Charlotte Rampling gespielte Mutter wiedertreffen. Indya Moore und Luka Sabbat spielen die Geschwister Skye und Billy, die in Paris aufgrund einer Familientragödie wieder zusammenkommen. In einer weiteren Rolle ist die Irin Sarah Greene zu sehen. Blanchett war in Jarmuschs Episodenfilm Coffee and Cigarettes von 2003 in einer Nebenrolle zu sehen. Adam Driver spielte bereits in Jarmuschs Filmdrama Paterson und in seiner Horrorkomödie The Dead Don’t Die, ebenso Sabbat. Das Casting übernahm Ellen Lewis.

### Szenenbild, Dreharbeiten und Postproduktion
Das Szenenbild gestalteten Marco Bittner Rosser und Emmy-Gewinner Mark Friedberg. Bittner Rosser war bereits für Jarmuschs Film Only Lovers Left Alive tätig.
Die Dreharbeiten wurden im November 2023 begonnen und im Juni 2024 beendet. Sie fanden in Paris, Dublin und West Milford in New Jersey statt. Als Kameramänner fungierten Frederick Elmes und Yorick Le Saux. Elmes war in der Vergangenheit unter anderem für Eraserhead und den Thriller Blue Velvet von David Lynch tätig, Le Saux war für Regisseure wie François Ozon, Emmanuel Bourdieu, Xavier Giannoli, Luca Guadagnino und Olivier Assayas tätig. Jarmusch arbeitete mit Le Saux bereits für das Filmdrama Only Lovers Left Alive aus dem Jahr 2013 zusammen und mit Elems für Broken Flowers, seinen Episodenfilm Night on Earth, Paterson und The Dead Don’t Die.
Die Postproduktion endete im Herbst 2024.

### Vertrieb und Veröffentlichung
Die Rechte sicherte sich der Streamingdienst MUBI. Die Premiere des Films ist am 31. August 2025 bei den Internationalen Filmfestspielen von Venedig geplant, wo er im Hauptwettbewerb um den Goldenen Löwen gezeigt wird. Die Nordamerika-Premiere ist am 3. Oktober 2025 beim New York Film Festival geplant, wo der Film als Centerpiece gezeigt wird. Der Kinostart in Frankreich soll am 7. Januar 2026 erfolgen. In den USA erhielt der Film ein R-Rating, was einer Freigabe ab 17 Jahren entspricht.

## Auszeichnungen
Internationale Filmfestspiele von Venedig 2025
- Nominierung für den Goldenen Löwen